# Оскар ван Гаттум
Оскар ван Гаттум (англ. Oskar van Hattum, нар. 14 квітня 2002, Окленд) — новозеландський футболіст, нападник австралійського клубу «Веллінгтон Фенікс» та національної збірної Нової Зеландії.

## Клубна кар'єра
Народився 14 квітня 2002 року в Окленді. Вихованець футбольної школи клубу «Іст-Коаст Бейс».
У дорослому футболі дебютував 2018 року виступами за резервну команду «Веллінгтон Фенікс» в новозеландській першості. 
З 2021 року почав залучатися до основного складу «Веллінгтон Фенікс», який змагається у чемпіонаті Австралії.

## Виступи за збірні
2018 року дебютував у складі юнацької збірної Нової Зеландії (U-17), загалом на юнацькому рівні взяв участь в 11 іграх, відзначившись 3 забитими голами.
2023 року залучався до складу молодіжної збірної Нової Зеландії. На молодіжному рівні зіграв у 5 офіційних матчах, забив 2 голи.
2024 року дебютував в офіційних матчах у складі національної збірної Нової Зеландії. У складі збірної був учасником кубка націй ОФК 2024 року у Фіджі і Вануату.
Того ж 2024 року був включений до заявки олімпійської збірної Нової Зеландії для участі у футбольному турнірі на тогорічних Олімпійських іграх у Парижі. Виходив на поле в усіх трьох іграх своєї команди, яка не подолала груповий етап турніру.
| Дата      | Місто     | Господарі     | Результат | Гості              | Турнір               | Голи | Примітки |
| --------- | --------- | ------------- | --------- | ------------------ | -------------------- | ---- | -------- |
| 18-6-2024 | Порт-Віла | Нова Зеландія | 3 – 0     | Соломонові Острови | Кубок націй ОФК 2024 | -    | 76'      |
| 21-6-2024 | Порт-Віла | Вануату       | 0 – 4     | Нова Зеландія      | Кубок націй ОФК 2024 | -    | 83'      |
| Усього    |           | Матчів        | 2         |                    | Голів                | 0    |          |